# Estevão Leitão de Carvalho

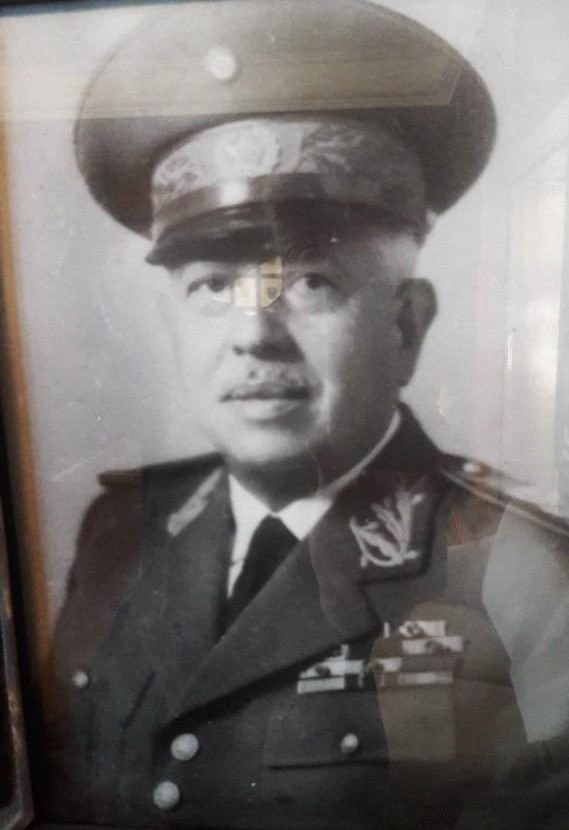
Marschall Estevão Leitão de Carvalho

Estevão Leitão de Carvalho (* 16. April 1881 in Penedo, Alagoas; † 29. Dezember 1970 in Rio de Janeiro) war ein brasilianischer Marschall.

## Leben
Carvalho, der Sohn des Portugiesen Francisco Leitão de Carvalho und der Brasilianerin Maria Cerqueira Leitão de Carvalho, wurde in Penedo in der damaligen Provinz Alagoas des Kaiserreichs Brasilien geboren. Er absolvierte eine Offiziersausbildung im Heer (Exército Brasileiro) der Streitkräfte (Forças Armadas do Brasil) und fand im Anschluss verschiedene Verwendungen als Offizier sowie Stabsoffizier. Er war zwischen 1934 und 1935 Kommandant der Stabsschule des Heeres sowie von 1937 bis 1939 stellvertretender Chef des Generalstabes des Heeres. Er fungierte von 1939 bis 1942 als Kommandeur der 3. Militärregion (3.ª Região Militar) und wurde als solcher 1940 zum Generalmajor befördert. Nachdem er 1942 kurze Zeit Generalinspekteur der 1. Gruppe der Militärregionen war, fungierte er zwischen dem 20. November 1942 und 1944 als Leiter der brasilianischen Delegation im Gemeinsamen Brasilianisch-US-amerikanischen Verteidigungsausschuss sowie im Anschluss von 1944 bis zum 19. März 1945 als Militärattaché an der Botschaft in den USA. Zugleich war er von 1944 bis 1945 Mitglied der brasilianischen Delegation im Interamerikanischen Verteidigungsausschuss (Inter-American Defense Board) sowie 1945 abermals Leiter der brasilianischen Delegation im Gemeinsamen Brasilianisch-US-amerikanischen Verteidigungsausschuss. 1945 schied er aus dem aktiven Militärdienst aus und erhielt den Dienstgrad eines Marschalls (Marechal do Exército Brasileiro).

## Schriften
Carvalho veröffentlichte mehrere Schriften zu militärischen, politischen und wirtschaftlichen Themen.
- Notas sobre a infantaria alemã. 1913
- Guia para o ensino da avaliação de distancias à simples vista. 1914
- A conferência do desarmamento. 1936
- Petróleo: salvação ou desgraça do Brasil? 1950
- A paz do Chaco, como foi efetuada no campo de batalha. 1956
- Dever militar e política partidária. 1959
- Memórias de um soldado legalista. 6 Bände, 1961–1964
- Memórias de um general reformado. 1967

## Weblink
- Eintrag in Generals.dk